# Фибросарком
Фибросарком јесте рак(тумор) мезенхимског ћелијског порекла који се може јавити као мекоткивна маса или као примарни или секундарни рак (тумор) костију. У прошлости, фибросарком је дијагностикован много чешће него сада, јер се у садашњој пракси, може поузданије хистолошки разликовати од сличних лезија, као што су дезмоидни тумори, недиференцирани плеоморфни сарком, малигни фиброзни хистиоцитом,  малигни шваном и остеосарком високог степена.
Као и код свих саркома меких ткива и костију, лечења фибросаркома заснива се на потпуној ексцизији са адекватном маргином. Ова процедура је постала преовлађујућа након објављивања и широког прихватања Енекингових хируршких принципа мускулоскелетне онкологије, почетком 1980-их. Ова операција се обично састоји од ресекције манжете нормалног ткива заједно са раком. Хируршко лечење не би требало да се наставља осим ако је доступна потпуна нега пацијената – која подразумева биопсију и тумачење налаза биопсије, приступ онколозима и радијационим онколозима и дефинитивну ресекцију.
Дуготрајно преживљавање и крајњи функционални исход лечења фибросаркома зависе од многих међусобно повезаних фактора. Међу њима су величина и локација тумора, његов хистолошки степен и присуство метастатске болести (нпр метастазе у плућима). Ови фактори се узимају у обзир уз пажљиву процену (стадијума) рака и одређују успех лечења у остваривању у добре локалне контроле и спречавању каснијег ширења болести.

## Епидемиологија
Фибросарком је заступљен у око 10% мускулоскелетних саркома и у мање од 5% свих примарних тумора костију. Може се дијагностиковати код пацијената било ког узраста, али се чешће се дијагностикује код пацијената у четвртој деценији живота. Обично се налази у доњим удовима, посебно у бутној кости и тибији.
Фибросарком меких ткива обично погађа шири спектар пацијената него фибросарком кости, са старосним распоном од 35 до 55 година. Често се јавља у меким ткивима бутине и задњег дела колена. То је генерално велика, безболна маса која се пружа дубоко до фасције и има лоше дефинисану ивицу.
Постоји и инфантилни облик  фибросаркома (код деце < 10 година). За разлику од фибросаркома код одраслих, он има одличну прогнозу — чак и када се манифестује са метастатском болешћу  — ако се лечи комбинацијом неоадјувантном и адјувантном хемотерапијом и ресекцијом.
Фибросарком кости се јавља нешто чешће код мушкараца него код жена. Не постоји позната расна склоност.

## Етиологија
Дефинитиван узрок фибросаркома нија познат, иако генетске мутације могу играти важну улогу.  Истраживања су показала да су многи саркоми повезани са таквим мутацијама. Чешћи генетски дефекти укључују:
- губитак алела,
- тачкасте мутације,
- хромозоске транслокације.

## Патофизиологија
Фибросарком је рак мезенхимског ћелијског порекла који се састоји од малигних фибробласта у у основи од колагена. Постоје два главна типа: примарни и секундарни. 
Примарни фибросарком јесте фибробластични малигнитет који производи различите количине колагена. Фибросарком кости може бити централни (настаје унутар медуларног канала) или периферни (настаје из периоста). 
Секундарни фибросарком кости настаје из већ постојеће лезије или након радиотерапије на подручју кости или меког ткива. Ово је агресивнији тумор који има лошију прогнозу.
Неколико наследних синдрома је повезано са саркомима. На пример, пацијенти са вишеструким неурофибромима могу имати доживотни ризик од развоја неуросаркома или фибросаркома од 10%.
Пријављена је и појава фибросаркома у комбинацији са металним имплантатима који се користе за фиксацију прелома или реконструкцију зглоба, мада веома ретко. Узрок ове трансформације је непознат.
Претходно постојеће лезије из којих може настати секундарни фибросарком укључују инфаркт костију и лезије повезане са фиброзном дисплазијом, хроничним остеомијелитисом и Паџетовом болешћу, као и претходно озрачена подручја костију. Овај облик фибросаркома је веома агресиван и повезан је са много лошијим исходом од оног повезаног са примарним фибросаркомом кости.

## Прогноза
Ако се узму у обзир сви облиици болести:
- Примарни фибросарком кости има лошију прогнозу од остеосаркома, са петогодишњом стопом преживљавања од 65%. Код примарног фибросаркома високог степена, 10-годишња стопа преживљавања је мања од 30%.

- Секундарни фибросарком је повезан са веома лошим исходом, стопа преживљавања након 10 година је мања од 10%.

- Конгенитални фибросарком кости код деце, има прогнозу (која је везана за узраст и време до постављања дијагнозе) која је много боља, са дуготрајном стопом преживљавања која је већа од 50%.
- Фибросарком меког ткива је повезан са стопом преживљавања од 40 до 60% након 5 година.
- Инфантилни облик фибросаркома има још бољу стопу преживљавања од 5 година (у преко 80% случајева).

## Дијагноза
Дијагноза фибросаркома се поставља биопсијом тумора, након што се  туморска маса или њени делови ваде и гледају под микроскопом. Могу се урадити и други тестови да би се видело да ли се болест проширила. То може укључивати компјутеризовану томографију, магнетну резонантну томографију, скенирање радиоизотопима и преглед аспирата коштане сржи. Ови тестови помажу да се утврди стадијум рака и колико се рак можда проширио.

## Терапија
У лечењу фибросаркома најчешће се користи комбиновани приступ хирургије, хемотерапије и зрачења.
У неким случајевима, лекар може саветовати протонску терапију уместо терапије зрачењем. Протонска терапија циља тумор и избегава органе и здраво ткиво. То значи мање краткорочних нежељених ефеката и дугорочних проблема од зрачења.
План лечења заснива се на следећим параметрима:
- Локација рака у телу  и да ли се рак проширио.

- Старост, опште стање здравља и историја болести

- Које лекове и процедуре пацијент може да толерише.

## Перспективе у лечењу
Континуирани напредак у молекуларној биологији саркома може додатно разјаснити веома различито клиничко понашање различитих типова фибросаркома и на крају пружити боља решења за њихов одговарајући третман.